# Смирнов, Яков Георгиевич
Яков (Иаков) Георгиевич Смирнов (1 (13) октября 1854, погост Никольский на Дубне, Александровский уезд, Владимирская губерния — 13 июля 1936, Париж) — священнослужитель Западноевропейского экзархата Русских приходов, протопресвитер, настоятель Александро-Невского собора во Франции.

## Биография
Родился 1 октября 1854 года на погосте Никольский, что на Дубне, Александровский уезда Владимирской губернии (ныне урочище Николо-Перевоз Талдомского района в двух километрах к югу от деревни Сущёво) в семье священника.
Окончил Вифанскую духовную семинарию (1874). В 1878 году окончил Санкт-Петербургскую духовную академию со степенью кандидата богословия. После окончания академии около года проходил стажировку в Санкт-Петербургском университете и Филологическом институте. Совершенствовался в древних языках в университетах Берлина и Лейпцига.
С 1880 года — приват-доцент по кафедре древних языков в Санкт-Петербургской духовной академии. Одновременно преподавал греческий язык в Классической гимназии.
В 1883 году рукоположён в сан священника и назначен настоятелем посольской церкви в Дрездене. В том же году возведён в сан протоиерея.
В 1895 году переведён настоятелем в посольскую церковь в Стокгольме.
С 1898 был настоятелем церкви святого Александра Невского в Париже. Одновременно служил в домовой церкви посольства Сербии в Париже.
С 1900 года — действительный член Императорского Православного Палестинского общества.
В 1921 году — лектор Богословский курсов в Париже, где преподавал толкование апостольских посланий.
В 1921—1926 годы — благочинный русских православных церквей во Франции. Награждён митрой.
С 1924 года — председатель Епархиального совета и Судебного присутствия Западно-Европейской епархии.
В 1931 был возведен в сан протопресвитера.
Митрополит Евлогий (Георгиевский), в своих мемуарах так описывал его:

Настоятель Александро-Невского храма о. Иаков Смирнов с первых же встреч с ним произвёл на меня очень приятное впечатление. Долговременное пребывание священником за границей — в Дрездене, Стокгольме и (с 1896 г.) в Париже — не вытравило из него черт сельского батюшки. Неречистый, молитвенный, церковный, он сочетал в себе детскую чистоту души с образованностью. <…> Богослужение он совершал с глубоким благоговением; случалось, читал молитвы и Евангелие прерывающимся от слез голосом. Он был прекрасным духовником: чутко и глубоко понимал движения человеческой совести и умел дать нужный, отвечающий духовному настроению и полезный для жизни совет и при этом был трогательно скромен: «Ах, — говорил он, — какая это исповедь, когда видишь сотни ожидающих… Разве можно как следует всех выслушать и всем сказать нужное слово — один грех…»
Скончался 30 июня (13 июля) 1936 года в Париже. Похоронен на кладбище Батиньоль.